# Argantonio
Argantonio (Tartesso, 670 a.C. – Tartesso, 550 a.C.) fu re di Tartesso, il primo ed unico di cui si abbia evidenza storica.

## Biografia
Argantonio favorì il commercio con i Greci, in particolare con la città di Focea che, durante il suo regno, istituì proprie colonie costiere nei pressi di Tartesso.
I rapporti con Focea, secondo quanto riferisce Erodoto, furono particolarmente amichevoli, tanto che, di fronte alle pressioni dei Medi, il re tentò di convincerli ad abbandonare la Ionia, invitandoli ad insediarsi nei dintorni, in qualsiasi luogo scegliessero.
Vista però l'inutilità dei suoi sforzi, si decise a remunerarli con generose donazioni in denaro, destinate a rinforzare le mura di Focea e far fronte alle minacce esterne.
Fu così che le mura di Focea, costituite di grossi blocchi ben connessi, si svilupparono su un esteso perimetro.

### Longevità
Visse, secondo Erodoto, 120 anni e il suo regno ne durò 80.
 
L'eccezionalità del dato anagrafico fa ritenere che sotto il suo nome possano essere in realtà raggruppati vari regnanti conosciuti con il medesimo nome.